# Bubble Bobble II
Bubble Bobble II, noto anche come Bubble Symphony (バブルシンフォニー?, Baburu Shinfonī), è il primo seguito "ufficiale" del celebre platform game Bubble Bobble, nel senso che personaggi, ambientazioni e gameplay si rifanno direttamente ad esso, ma in realtà è il quarto gioco della serie, dopo Rainbow Islands e Parasol Stars.
Ebbe un'unica conversione nel 1997 per la console Sega Saturn. L'emulazione dell'originale arcade è inclusa nelle versioni Xbox/PC della raccolta Taito Legends 2 e in Taito Memories II Gekan per PlayStation 2, quest'ultimo uscito solo in Giappone.
Il titolo è gremito di citazioni ad altri famosi giochi della Taito, talora omaggiati con l'apparizione dei loro protagonisti a mo' di "guest star".

## Trama
I protagonisti del sequel sono quattro: Bubblun e Bobblun (figli rispettivamente di Bub e Bob, i due eroi di Bubble Bobble), con le amichette Kululun e Cororon.
Un giorno i quattro bambini trovano un libro magico e lo aprono, senza sospettare che si tratti di una trappola ordita da Super Drunk (il nemico finale del primo capitolo): per vendicarsi di Bub e Bob, che lo avevano sconfitto, egli fa in modo che i bimbi subiscano la loro stessa maledizione, trasformandoli in draghetti sparabolle (esattamente come capitò a Bub e Bob). In Bubble Bobble II, Super Drunk è solo il primo di una serie di boss, molti dei quali già apparsi in altri titoli Taito. Lo scontro conclusivo è con Hyper Drunk, fratello gemello di Super Drunk.
Sono disponibili diversi finali, in base all'abilità dimostrata dal giocatore. Nel finale migliore i quattro draghetti vengono portati in trionfo dai nemici comuni sopravvissuti (si scopre dunque che questi erano stati costretti dai due gemelli Drunk a combattere contro la loro volontà): dopodiché riprendono il loro aspetto umano.

## Modalità di gioco
Il gameplay è analogo a quello di Bubble Bobble, con alcune piccole differenze. Innanzitutto, ora è possibile scegliere tra i quattro personaggi disponibili il proprio preferito all'inizio della partita; le differenze tra di essi non sono soltanto cosmetiche, ma influenzano le abilità di ciascuno di essi, incluso l'attacco speciale, ottenuto tenendo premuto a lungo il pulsante di sparo.
- Bubblun (draghetto verde) -  velocità, rapidità e gittata dello sparo medi; attacco speciale: tre bolle in linea.
- Bobblun (draghetto blu) - velocità alta, scarsa gittata di sparo e rapidità di sparo media; attacco speciale: tre bolle che si dipartono da lui.
- Kululun (draghetto arancione) - velocità media, sparo con lunga gittata ma bassa rapidità; attacco speciale: bolle in formazione a "T".
- Cororon (draghetto rosa) - scarsa velocità, sparo molto rapido ma a breve gittata; attacco speciale: bolle in formazione a "T" rovesciata.

### Livelli
A differenza degli altri giochi della saga, una volta sconfitto il boss di un livello si potrà scegliere quale sia il successivo livello da affrontare, secondo uno schema ad albero simile a quello proposto in altri titoli Taito (ad es. Darius). Questo fa sì che in una stessa partita non sia possibile visitare tutte le aree di gioco.
Il primo livello è suddiviso in tre possibili zone, le quali portano tutte al boss Super Drunk: alla zona scelta corrisponde un'arma diversa per poter sconfiggere il boss in questione.
In ogni livello sono nascoste alcune note musicali e ce n'è una per ogni sua zona. Trovando e raccogliendo tre note si ottiene una delle quattro chiavi d'oro presenti nel gioco. Bisogna cercare di prendere tutte le chiavi, in quanto esse serviranno per poter accedere al livello finale (privo di denominazione, come del resto il primo), ambientato in un palazzo Maya, dove si trova il boss Hyper Drunk. Inoltre, se si aspetta che appaia la frase "Hurry Up!", che indica il troppo tempo che si sta impiegando per eliminare i nemici nel livello, appaiono momentaneamente delle bolle trasparenti con una lettera all'interno, cosa che non accade. Può essere una R, una O o una D. Se vengono trovate tutte e tre le lettere e si forma la parola ROD, il personaggio riceve un bastone magico e torna alla sua forma umana, potendo continuare a lanciare bolle con questo oggetto.
Alcuni dei livelli nel gioco sono basati su precedenti videogiochi della compagnia, come PuLiRuLa, Space Invaders, Darius II.

### Bonus speciali
Tra i numerosi bonus speciali disponibili nel gioco, alcuni di essi hanno una particolarità: evocano i personaggi di alcuni precedenti giochi Taito, i quali possono essere controllati con gli stessi comandi del giocatore, che dunque verrà agevolato nell'eliminare tutti i nemici dello stage corrente. Da notare come i vari sprite di questi personaggi non siano stati rimodernati graficamente, ma siano quelli originali dei vari giochi in cui sono apparsi. Un altro particolare curioso è che quando essi entrano in scena si odono degli applausi.

## Accoglienza
In Giappone, la rivista Game Machine elencò Bubble Bobble II nel numero del 1º dicembre 1994 come il quarto gioco arcade di maggior successo dell'anno.
In Occidente, Bubble Symphony per Saturn ricevette perlopiù  buone recensioni dalla stampa.